# Belle-Île
Belle-Île lub Belle-Île-en-Mer (ar Gerveur w języku bretońskim, Guedel w nowobretońskim) – francuska wyspa przy wybrzeżu Bretanii, w departamencie Morbihan, największa z bretońskich wysp. Leży 14 km od półwyspu Quiberon. Ma powierzchnię 85,63 km², a zamieszkuje ją 5483 stałych mieszkańców (2019).
Populacja wyspy gwałtownie rośnie latem, gdyż wiele domów na wyspie pełni funkcję "drugiego domu" i jest zamieszkiwana jedynie w sezonie.
Na wyspie rozwinęła się rybołówstwo oraz turystyka.
Administracyjnie wyspa tworzy kanton Belle-Île, podzielony na 4 gminy:
- Bangor
- Le Palais
- Locmaria
- Sauzon

## Geografia
Wyspa ma 17 km długości i 7 km szerokości, jej średnia wysokość to 40 m n.p.m., najwyższe wzniesienie na wyspie jest położone na wysokości 71 m n.p.m. Wybrzeże jest różnorodne, od stromych i niebezpiecznych klifów na północnym wschodzie, poprzez Côte Sauvage (Dzikie Wybrzeże) po spokojne piaszczyste plaże (największa les Grands Sables (Wielkie piaski)) i porty jachtowe na północno-wschodnim krańcu. Klimat wyspy jest oceaniczny, z mniejszą ilością opadów i łagodniejszymi zimami niż na kontynencie.
Dwa główne porty to Le Palais i Sauzon. Niegdyś wyspę porastały gęste lasy, lecz przerzedziły się mocno z powodu wykorzystywania obszaru wyspy do celów rolniczych.

## Historia
Belle Île oddzieliła się od stałego lądu około 6000 roku p.n.e., wcześniej niż sąsiednie wyspy Houat i Hœdic. Archeologiczne odkrycia pochodzące z epoki brązu sugerują, że wyspa była wówczas licznie zamieszkiwana, prawdopodobnie w związku z wyprawami morskimi. W IX w. wyspa należała do hrabstwa Kornwalii. 